# پناهگاه صخره‌ای سرنجی
پناهگاه صخر ه‌ای سرنجی مربوط به دوران پارینه‌سنگی است و در شهرستان کوهدشت، بخش مرکزی، دهستان گل گل، روستای بهر سیداحمد واقع شده و این اثر در تاریخ ۷ اسفند ۱۳۸۶ با شمارهٔ ثبت ۲۱۳۵۷ به‌عنوان یکی از آثار ملی ایران به ثبت رسیده‌است.